# Oronzo Reale
Oronzo Reale (24 de octubre de 1902 – 14 de julio de 1988) fue un político italiano, que se desempeñó como ministro de Justicia en los años sesenta y setenta. 

## Primeros años
Reale nació en Lecce en 1902.

## Carrera
Reale era un miembro y el jefe del Partido Republicano. Se desempeñó como secretario de la fiesta. En la década de 1970 intentó que el modelo francés reorganizara el partido para el cual creó un comité.
Reale también asumió cargos de gabinete.  El 4 de diciembre de 1963, fue nombrado ministro de Justicia de Italia. Fue nombrado nuevamente ministro de Justicia del gobierno de coalición dirigido por el primer ministro Aldo Moro el 24 de febrero de 1966. Su mandato duró hasta el 24 de junio de 1968. Luego Reale fue ministro de finanzas desde el 12 de diciembre de 1968 hasta el 5 de agosto de 1969.
En segundo lugar, fue nombrado ministro de Justicia el 27 de marzo de 1970. Su mandato terminó en marzo de 1971. Su tercer y último mandato como ministro de Justicia fue del 23 de noviembre de 1974 al 12 de febrero de 1976. Durante su tercer mandato como ministro de Justicia, Reale desarrolló una orden de ley pública, llamada Legge Reale o una orden de ley más oficialmente pública 152, y la presentó el 22 de mayo de 1975 como respuesta a los bombardeos organizados por grupos de derecha en Brescia. Expandió los poderes de las fuerzas de seguridad italianas.

## Muerte
Reale murió el 14 de julio de 1988, a los 85 años.